# 贾尔马·桑托斯
贾尔马·桑托斯（葡萄牙語：Djalma Santos，也写作，全名，1929年2月27日—2013年7月23日），巴西足球运动员，主要踢的位置是邊後衛。他随巴西国家足球队征战了四届世界杯，并在1958年和1962年随队夺冠，他(1954/1958/1962)和德國傳奇巨星貝肯鮑爾(1966/1970/1974)是至今唯二能進入三屆世界盃全明星隊(僅限11人版本)的選手。桑托斯被认为是史上最伟大的後衛之一。虽然其主要因防御技巧而闻名，桑托斯也经常冲到前线，并展示出其精湛的进攻技巧。